# Schweizer Meisterschaften im Skilanglauf 1998
Die Schweizer Meisterschaften im Skilanglauf 1998 fanden am 31. Januar und 1. Februar 1998 in Biel sowie vom 21. bis zum 29. März 1998 in Ulrichen statt. Ausgetragen wurden bei den Männern die Distanzen 10 km, 30 km und 50 km, sowie ein Verfolgungsrennen und die 4 × 10 km Staffel. Bei den Frauen fanden die Distanzen 5 km, 15 km und 30 km, sowie ein Verfolgungsrennen und die 4 × 5 km Staffel statt. Bei den Männern gewann Reto Burgermeister über 10 km, Jeremias Wigger in der Verfolgung und André Rey über 30 km. Zudem siegte Stephan Kunz über 50 km und wie im Vorjahr die Staffel von SC Marbach. Bei den Frauen gewann Brigitte Albrecht alle Einzeltitel sowie mit der Staffel von SC Obergoms.

## Männer

### 10 km klassisch
| Platz | Name               | Verein        | Zeit (min) |
| ----- | ------------------ | ------------- | ---------- |
| 01    | Reto Burgermeister | Pfäffikon     | 27:57,7    |
| 02    | Wilhelm Aschwanden | SC Marbach    | 28:01,3    |
| 03    | Beat Koch          | SC Marbach    | 28:03,7    |
| 04    | Isidor Haas        | SC Marbach    | 28:31,4    |
| 05    | Jeremias Wigger    | SC Entlebuch  | 28:35,8    |
| 06    | Christian Stolz    | Schwarzenburg | 28:48,7    |
| 07    | Stephan Kunz       | Triesenberg   | 28:51,1    |
| 08    | Patrick Mächler    | SC Davos      | 28:51,2    |
| 09    | Dominik Berchtold  | Giswil        | 29:04,8    |
| 10    | Mathias Simmen     | SC Ulrichen   | 29:16,4    |

Datum: Samstag, 31. Januar 1998 in Biel

Zum Auftakt dieser Meisterschaften gewann Reto Burgermeister seinen ersten Meistertitel vor Wilhelm Aschwanden und den Vorjahressieger Beat Koch. Das Ergebnis dieses Rennen zählte für das Verfolgungsrennen am folgenden Tag.

### 15 km Freistil Verfolgung
| Platz | Name               | Verein        | Zeit (min) |
| ----- | ------------------ | ------------- | ---------- |
| 01    | Jeremias Wigger    | SC Entlebuch  | 38:18,8    |
| 02    | Patrick Mächler    | SC Davos      | 38:23,7    |
| 03    | Reto Burgermeister | Pfäffikon     | 38:24,1    |
| 04    | Stephan Kunz       | Triesenberg   | 38:37,5    |
| 05    | Wilhelm Aschwanden | SC Marbach    | 38:51,4    |
| 06    | Isidor Haas        | SC Marbach    | 40:18,6    |
| 07    | Christian Stolz    | Schwarzenburg | 40:18,8    |
| 08    | Mathias Simmen     | SC Ulrichen   | 40:35,6    |
| 09    | Dominik Berchtold  | Giswil        | 40:59,1    |
| 10    | Rolf Guggenbühl    | Bern          | 42:23,0    |

Datum: Sonntag, 1, Februar 1998 in Biel

Nach Platz vier am Vortag gewann Jeremias Wigger mit 4,9 Sekunden Vorsprung auf Patrick Mächler und Reto Burgermeister.

### 30 km klassisch
| Platz | Name               | Verein          | Zeit (std) |
| ----- | ------------------ | --------------- | ---------- |
| 01    | André Rey          | Grenzwachtkorps | 1:10:10,8  |
| 02    | Beat Koch          | SC Marbach      | 1:10:50,2  |
| 03    | Wilhelm Aschwanden | SC Marbach      | 1:10:53,6  |
| 04    | Reto Burgermeister | Pfäffikon       | 1:11:01,5  |
| 05    | Jeremias Wigger    | SC Entlebuch    | 1:12:19,3  |
| 06    | Isidor Haas        | SC Marbach      | 1:12:29,0  |
| 07    | Mathias Simmen     | Realp           | 1:12:31,1  |
| 08    | Dominik Berchtold  | Giswil          | 1:12:51,6  |
| 09    | Patrick Mächler    | SC Davos        | 1:13:06,9  |
| 10    | Stephan Kunz       | Triesenberg     | 1:13:13,6  |

Datum: Samstag, 21. März 1998 in Ulrichen

Der 40-jährige Grenzwächter André Rey gewann überraschend seinen ersten Meistertitel vor Beat Koch und den Vorjahressieger Wilhelm Aschwanden. Es waren 45 Läufer am Start.

### 50 km Freistil
| Platz | Name               | Verein       | Zeit (std) |
| ----- | ------------------ | ------------ | ---------- |
| 01    | Stephan Kunz       | Triesenberg  | 1:54:41,4  |
| 02    | Reto Burgermeister | Pfäffikon    | 1:54:48,9  |
| 03    | Wilhelm Aschwanden | SC Marbach   | 1:55:02,1  |
| 04    | Jean-Marc Chabloz  | Rougement    | 1:55:04,4  |
| 05    | Rolf Zurbrügg      | SC Adelboden | 1:55:09,0  |
| 06    | Jeremias Wigger    | SC Entlebuch | 1:55:26,1  |
| 07    | Gion-Andrea Bundi  | SC Davos     | 1:55:31,9  |
| 08    | Dominik Berchtold  | Giswil       | 1:55:43,4  |
| 09    | Patrick Mächler    | SC Davos     | 1:55:48,8  |
| 10    | Beat Koch          | SC Marbach   | 1:56:14,2  |

Datum: Sonntag, 29. März 1998 in Ulrichen

Mit 7,5 Sekunden Vorsprung auf Reto Burgermeister, gewann Stephan Kunz seinen ersten Meistertitel. Es waren 68 Läufer am Start, von denen 63 ins Ziel kamen.

### 4 × 10 km Staffel
| Platz | Namen                                                      | Verein                   | Zeit (std) |
| ----- | ---------------------------------------------------------- | ------------------------ | ---------- |
| 01    | Beat Koch Isidor Haas Andreas Zihlmann Wilhelm Aschwanden  | SC Marbach               | 1:47:32,8  |
| 02    | André Rey Mathias Simmen Emanuel Buchs Daniel Romanens     | Grenzwachtkorps Ulrichen | 1:47:51,6  |
| 03    | Reto Burgermeister Juri Burlakow Rene Inderbitzin Urs Kunz | SC Am Bachtel            | 1:49:43,4  |
| 04    | Lukas Schindler Rolf Guggenbühl Toni Dinkel Stephan Kunz   | SAS Zürich               | 1:51:30,2  |
| 05    | Edgar Brunner Patrick Rölli Erich Richli Hippolyt Kempf    | SC Horw                  | 1:53:02,4  |

Datum: Samstag, 28. März 1998 in Ulrichen

Es nahmen 12 Staffeln teil.

## Frauen

### 5 km klassisch
| Platz | Name              | Verein            | Zeit (min) |
| ----- | ----------------- | ----------------- | ---------- |
| 01    | Brigitte Albrecht | Lax               | 15:45,5    |
| 02    | Sylvia Honegger   | Entlebuch         | 15:48,9    |
| 03    | Andrea Huber      | Alpina St. Moritz | 16:31,6    |
| 04    | Natascia Leonardi | Poschiavo         | 16:36,2    |
| 05    | Brigitte Witschi  | Steffisburg       | 16:49,8    |
| 06    | Barbara Mettler   | Silvaplana        | 16:53,1    |
| 07    | Marianne Volken   | Fiesch            | 17:04,8    |
| 08    | Selina Bischoff   | SC Rätia Chur     | 17:17,3    |
| 09    | Nadja Scaruffi    | SC Davos          | 17:30,2    |
| 010   | Andrea Senteler   | Klosters          | 17:31,5    |

Datum: Samstag, 31. Januar 1998 in Biel

Brigitte Albrecht gewann vor Sylvia Honegger und Andrea Huber und holte damit ihren siebten Meistertitel. Das Ergebnis dieses Rennen zählte für das Verfolgungsrennen am folgenden Tag.

### 10 km Freistil Verfolgung
| Platz | Name              | Verein            | Zeit (min) |
| ----- | ----------------- | ----------------- | ---------- |
| 01    | Brigitte Albrecht | Lax               | 29:48,4    |
| 02    | Sylvia Honegger   | Entlebuch         | 31:06,3    |
| 03    | Natascia Leonardi | Poschiavo         | 32:13,7    |
| 04    | Selina Bischoff   | SC Rätia Chur     | 32:54,2    |
| 05    | Nadja Scaruffi    | SC Davos          | 32:55,1    |
| 06    | Brigitte Witschi  | Steffisburg       | 32:56,3    |
| 07    | Marianne Volken   | Fiesch            | 33:34,6    |
| 08    | Barbara Mettler   | Silvaplana        | 33:38,7    |
| 09    | Andrea Huber      | Alpina St. Moritz | 33:47,1    |
| 010   | Andrea Senteler   | Klosters          | 33:47,4    |

Datum: Sonntag, 1, Februar 1998 in Biel

Wie am Vortag siegte Brigitte Albrecht vor Sylvia Honegger mit einer Minute und 17,9 Sekunden Vorsprung und holte damit ihren achten Meistertitel.

### 15 km klassisch
| Platz | Name                  | Verein             | Zeit (min) |
| ----- | --------------------- | ------------------ | ---------- |
| 01    | Brigitte Albrecht     | Lax                | 40:00,3    |
| 02    | Andrea Huber          | Alpina St. Moritz  | 41:04,7    |
| 03    | Sylvia Honegger       | Entlebuch          | 41:28,7    |
| 04    | Franziska Unternährer | SC Marbach         | 41:49,7    |
| 05    | Andrea Senteler       | Klosters           | 42:44,9    |
| 06    | Amy Crawford          | Vereinigte Staaten | 43:04,0    |
| 07    | Marianne Volken       | Fiesch             | 43:08,5    |
| 08    | Nadja Scaruffi        | SC Davos           | 43:08,7    |
| 09    | Wendy Wagner          | Vereinigte Staaten | 43:12,2    |
| 010   | Natascia Leonardi     | Poschiavo          | 43:19,8    |
| 010   | Selina Bischoff       | SC Rätia Chur      | 43:19,8    |

Datum: Samstag, 21. März 1998 in Ulrichen

### 30 km Freistil
| Platz | Name              | Verein        | Zeit (std) |
| ----- | ----------------- | ------------- | ---------- |
| 01    | Brigitte Albrecht | Lax           | 1:13:13,9  |
| 02    | Sylvia Honegger   | Entlebuch     | 1:15:07,2  |
| 03    | Laurence Rochat   | Le Solliat    | 1:16:02,7  |
| 04    | Marianne Volken   | Fiesch        | 1:16:09,9  |
| 05    | Susanne Bösch     | SC Horw       | 1:16:17,9  |
| 06    | Nadja Scaruffi    | SC Davos      | 1:16:23,3  |
| 07    | Natascia Leonardi | Poschiavo     | 1:16:23,4  |
| 08    | Andrea Senteler   | Klosters      | 1:16:29,9  |
| 09    | Selina Bischoff   | SC Rätia Chur | 1:17:07,3  |
| 010   | Priska Haas       | SC Marbach    | 1:19:03,3  |

Datum: Sonntag, 29. März 1998 in Ulrichen
 Brigitte Albrecht gewann vor Sylvia Honegger und Laurence Rochat und holte damit alle Einzeltitel bei diesen Meisterschaften. Es waren 22 Sportlerinnen am Start, von denen 20 ins Ziel kamen.

### 3 × 5 km Staffel
| Platz | Namen                                            | Verein            | Zeit (min) |
| ----- | ------------------------------------------------ | ----------------- | ---------- |
| 01    | Marianne Volken Melanie Fatzer Brigitte Albrecht | SC Obergoms       | 44:02,1    |
| 02    | Andrea Senteler Karin Camenisch Seraina Gruber   | Klosters          | 44:57,6    |
| 03    | Nadja Scaruffi Saskia Bösch Jasmin Nunige        | SC Davos          | 45:34,7    |
| 04    |                                                  | SAS Zürich        | 46:05,0    |
| 05    |                                                  | Alpina St. Moritz | 46:26,3    |

Datum: Sonntag, 22. März 1998 in Ulrichen

Es waren 15 Staffeln am Start.